# Max Citelli
Max Citelli (22 de enero de 1923-11 de enero de 2007) fue un actor que nació en Argentina y trabajó en las décadas de 1930, 1940 y 1950. Fue amigo personal de Luis Sandrini y actuó con él en diversos medios. En el cine se lució en papeles de mayordomos y mucamos y también intervino en una película filmada en Chile: P’al otro la’o (1942).
En teatro integró los elencos de El seductor, La mujer del otro, Mister Wu y otras obras.

## Filmografía
Actor
- Mi esqueleto (1959)
- El festín de Satanás (1958)
- El hombre señalado (1958)
- Fantoche (1957)
- El hombre virgen (1957)
- Cuando los duendes cazan perdices (1955)
- Mi viudo y yo (1954)
- ¡Asunto terminado!  (1953)
- La tía de Carlitos (1952)
- Mi noche triste (1952)
- El mucamo de la niña (1951)
- Me casé con una estrella (1951)
- Los isleros (1951)
- ¡Qué hermanita! (1951)
- La comedia inmortal (1951)
- Concierto de bastón (1951)
- El heroico Bonifacio (1951)
- Cuidado con las mujeres (1951)
- Pocholo, Pichuca y yo (1951)
- El crimen de Oribe (1950) .... Lacava
- Cuando besa mi marido (1950)
- El seductor (1950) …Don Antonio
- Esposa último modelo (1950)
- Una viuda casi alegre (1950)
- Filomena Marturano (1950)
- Escuela de campeones (1950)
- Piantadino (1950)
- Juan Globo (1949)
- El extraño caso de la mujer asesinada (1949)
- ¿Por qué mintió la cigüeña?  (1949)
- La serpiente de cascabel (1948) .... Damián
- Don Bildigerno en Pago Milagro (1948)
- La hostería del caballito blanco (1948)
- Una atrevida aventurita (1948)
- Los secretos del buzón (1948)
- El barco sale a las 10 (1948)
- 27 millones (1947)
- La cumparsita (1947)
- Madame Bovary (1947) .... Sr. Binet
- Con el diablo en el cuerpo (1947)
- El diablo andaba en los choclos (1946)
- Soy un infeliz (1946)
- Las seis suegras de Barba Azul (1945)
- La señora de Pérez se divorcia (1945)
- Luisito (1945)
- Fuego en la montaña (1943)
- Los hombres las prefieren viudas (1943)
- P’al otro La’o (1942)
- Así te quiero (1942)
- El pijama de Adán (1942)
- En el último piso (1942)
- El mozo número 13 (1941)… El curador de zapatos
- Un hombre bueno (1941)
- Confesión (1940) …Adiestrador de gallinas
- De Méjico llegó el amor (1940)
- El susto que Pérez se llevó (1940)
- Madreselva (1938)
- El escuadrón azul (1938)
- Un tipo de suerte (1938)
- La que no perdonó (1938)
- El gran camarada (1938)
- Juan Moreira (1936)
- Santos Vega (1936)